# 펌킨타임
펌킨타임은 한국에서 제작된 강민구 감독의 2022년 멜로/로맨스, 판타지 영화이다. 이수민 등이 주연으로 출연하였다.

## 출연

### 주연
- 이수민
- 신현승

### 조연
- 최유진
- 여원
- 남규희
- 서이서